# Kantzow
Kantzow är en svensk friherrlig adelssläkt med ursprung i Pommern. Johan Albert Kantzow adlades 1812 och introducerades under nummer 2223, blev friherre 1821 under namnet Kantzou och introducerades på Riddarhuset år 1822 som friherrlig släkt nr 376. Namnet har senare ändrats till Kantzow och en del skriver det von Kantzow.

## Medlemmar
- Johan Albert Kantzow (1713–1805), kommerseråd och delägare i Västindiska kompaniet
- Johan Albert Kantzow (1759–1825), hovmarskalk
- Johan Albert Kantzow (1788–1868), grosshandlare och riksdagman
- Edvard Kantzow (1826–1905), diplomat
- Nils von Kantzow (1885–1967), gymnast och OS-medaljör
- Carin von Kantzow (1888–1931, född Fock), gift med Nils von Kantzow 1910–1922, känd som Carin Göring i sitt äktenskap med Herman Göring 1923–1931.
- Hans von Kantzow (1887–1979), bergsingenjör, uppfinnare och företagsledare
- Berth von Kantzow (1916–1987), civilekonom och företagsledare
- Lennart von Kantzow (1920–1998), företagsledare
- Jarl von Kantzow (1938–2014), företagsledare
- Johan von Kantzow (f. 1971), direktör